# نينتندو 3دي أس
نينتندو 3دي أس (بالإنجليزية: Nintendo 3DS؛ باليابانية: ニンテンドー3DS، نينتندوه سّون دي إسوه) هو نظام لعبة فيديو محمول قادم من شركة نينتندو، يطلق عليه بـ «جهاز داعم لقتنية الـ3دي (3D) من دون الحاجة إلى نظارات خاصة.». لم يتم موعد صدور الجهاز سوى أنه سيكون متوفر قبل شهر أبريل 2011، الجهاز هو الخليفة لجهاز نينتندو دي أس السابق، كما أن الجهاز يدعم تشغيل ألعاب جهاز نينتندو دي أس السابق، إضافة لدعمه برمجيات الـ DSi.
الجهاز تم الإعلان عنه لأول مرة في 23 مارس 2010، قبل أن يتم الكشف عنه أمام الإعلام في معرض الترفيه الإلكتروني 2010 (إي3) في 15 يونيو، 2010.
النينتندو 3دي أس هو أول جهاز لنينتندو الذي أطلق في الشرق الأوسط بشكل رسمي في 27 مارس، 2011، مبتدأً في الإمارات العربية المتحدة. الجهاز المصدر رسمياً هي النسخة الأمريكية، ولكن النسخة الأوروبية متوفرة أيضاً منذ اليوم نفسه.

## الخصائص
تم تزويد الجهاز بنسخة معدلة من المعالج الرسومات بيكا200 (Pica200) والذي قامت بتصميمه الشركة اليابانية ديجيتل ميديا بروفيشنلز (بالإنجليزية: Digital Media Professionals أو DMP باختصار؛ يترجم كـ « محترفو الوسائط الرقمية »). حيث يحتوي الجهاز على شاشة علوية قطرها 3.53 بوصة ب”نسبة ارتفاع“ مقدارها 5:3 و”بدقة“ قدرها 800 × 240 بكسل، قادرة على إنتاج مجسمات ثلاثية الابعاد ”بدون“ استخدام النظارات الخاصة، بينما الشاشة السفلية فقطرها 3.02 بوصة مع ”نسبة ارتفاع“ مقدارها 4:3 و”دقة“ قدرها 320×240 بكسيل وغير مدعومة بتقنية 3دي. أما كتلة الجهاز فهي تبلغ 8 أوقيات، وبأبعاد تبلغ بالبوصة 5.3 طولاً، و2.9 عرضاً و0.8 أرتفاعاً عند غلق الجهاز.
الشكل الظاهري للجهاز يحمل العديد من نقاط التشابه بينه وما بين جهاز نينتندو دي أس آي السابق، إلا أن ذلك لا يمنع من تواجد عدد من الإضافات التقنية في الجهاز، حيث تم تزويده ”بمفتاح قابل للانزلاق“ في الجانب الأيمن للجهاز للسماح بضبط شدة تأثير التجسيم الثلاثي الابعاد (3D)، وعصا تحكم تماثلية صغيرة تعرف باسم ”سلايد باد“ (Slide Pad) تسمح بالتحرك بزاوية 360 درجة، ومقياس داخلي للتسارع وللإتجاه، أيضاً منفذ في أعلى الجهاز للاتصالات التي تتم بأشعة تحت الحمراء.
أيضاً الجهاز يحتوي سطحه الخارجي على زوج من الكاميرات قادرة على التقاط صور وتصوير مشاهد ثلاثية الأبعاد، بإضافة لكاميرا ثانية أعلى الشاشة العلوية للجهاز موجهه لالتقاط وجه اللاعب، قادرة على التقاط صور وتصوير مشاهد عادية ثنائية الأبعاد، أيضاً تشترك الثلاثة كاميرات بدقة التصوير نفسها هي 0.3 ميجا بكسل لكل كامير).
أيضاً الجهاز يتميز بقدرته على عرض الأفلام السينمائية ثلاثية الأبعاد، حيث أعلنت نينتندو عن توصلها لاتفاق مع كبار دور النشر السينمائية مثل وارنر برذرز وشركة والت ديزني ودريم ووركس أنيمايشن لتقديم أفلامها ثلاثية الأبعاد على الجهاز.
الجهاز يدعم أيضاً اللعب الجماعي عن طريق شبكة الاتصال اللاسلكية المحلية أو عبر شبكة الإنترنت. أيضاً تم إظهار الجهاز في الموقع الرسمي للجهاز بثلاثة ألوان أساسية هي ”الأسود“، و”الأزرق“، و”الأحمر“. بالرغم من ظهور صور للجهاز بألوان إضافية غير رسمية مثل ”البرتقالي/البرونزي“، و”البنفسجي“.

## إيقاف الخدمات
في تاريخ شهر يونيو 2019، أكدت شركة نينتندو أن تطوير ألعاب الطرف الأول توقف، ولكن يستمر دعم نظام 3 دي إس بالمستقبل القريب، مع كشف عن نظام نينتندو سويتش لايت، وصرح الرئيس التنفيذي لشركة نينتندو أُف أميركا دوغ باوسر أن الشركة لا تزال تخطط لمواصلة دعم منصة 3 دي إس طالماً أن الجهاز لا زال تباع بالسوق، وفي تاريخ شهر نوفمبر 2019، أكد أن نينتندو تواصل دعم نظام 3 دي إس حتى عام 2020 ، وفي تاريخ 16 سبتمبر 2020، أكدت نينتندو أن إنتاج أجهزة 3 دي إس انتهى، وفي تاريخ 20 يوليو 2021 أعلن موقع نينتندو الرسمي على شبكة الإنترنت أن عملية شراء الألعاب والتطبيقات عبر المتجرين التابعين لمنصتي 3دي إس ووي يو، لا تقبل بطاقات الائتمان بعد الآن، كما تم إيقاف قدرة شراء المحتوى من خلال متجر نينتندو إي شوب رسمياً بتاريخ 27 مارس 2023، كما تم إيقاف خدمة نينتندو نتورك التي تدعم نظام التشغيل لجهاز 3 دي إس عبر الإنترنت يوم 8 أبريل 2024.

## الألعاب
- سوبر ماريو ثري دي لاند
- ذا ليجند أوف زيلدا: أوكرينا أوف تايم 3دي
- نيو سوبر ماريو برذرز 2
- ماريو كارت 7
- ماريو أند لويجي: دريم تيم
- ستار فوكس 64 3دي
- ماريو بارتي: آيلاند تور
- ماريو بارتي: ذا توب 100
- بن 10: أومنيفرس 2
- بوكيمون سان ومون

وغيرها من الألعاب